# 1996年アトランタオリンピックのトリニダード・トバゴ選手団
1996年アトランタオリンピックのトリニダード・トバゴ選手団（1996ねんアトランタオリンピックのトリニダード・トバゴせんしゅだん）は、1996年7月19日から8月4日にかけてアメリカ合衆国のジョージア州アトランタで開催された1996年アトランタオリンピックのトリニダード・トバゴ選手団、およびその競技結果。

## 概要
今大会は銅メダル2個、合計2個のメダルを獲得した。

## メダル
| メダル | 選手名         | 競技 | 種目     |
| ------ | -------------- | ---- | -------- |
| 銅     | アト・ボルドン | 陸上 | 男子100m |
| 銅     | アト・ボルドン | 陸上 | 男子200m |